# Queen of Blood
Queen of Blood ist ein US-amerikanischer Science-Fiction-B-Movie aus dem Jahr 1966, der lose auf einem älteren sowjetischen Film namens Mechte Navstrechu (1963) von Mikhail Karzhukov und Otar Koberidze basiert und auch einige Effektszenen aus diesem Film verwendet. Regisseur Curtis Harrington verglich den Film später mit Alien – Das unheimliche Wesen aus einer fremden Welt. Die besondere Farbigkeit der Effekte und John Clines effektvoll-phantastischen Malereien unter den Anfangstiteln sind herausragende Merkmale des Films.

## Geschichte
Im Jahr 1990 bereitet sich die Menschheit auf die ersten Flüge zum Mars und zur Venus vor; gleichzeitig lauscht man am International Institute of Space Technology ins All, um die Frage zu beantworten, ob es außer den Menschen noch andere intelligente Lebewesen im Universum gäbe. Laura James, eine Kommunikationsspezialisten und Astronautin, nimmt Signale auf, die sich als eine Botschaft von jenseit des Sonnensystems herausstellen: Fremde Wesen kündigen ein Sternenschiff mit einem Botschafter an Bord an. Doch beim Einflug in das Sonnensystem kommt es zu Problemen; das Sternenschiff der Außersolaren stürzt auf den Mars.
Das terranische Raumschiff Oceano soll mit Laura und den Astronauten Anders Brockman und Paul Grant den Außersolaren zu Hilfe eilen. Auf dem Mars finden sie allerdings nur einen toten Astronauten im fremden Sternenschiff vor. Institutsleiter Faraday ist sich sicher, dass der Rest der Besatzung mit einem Rettungsschiff an einer anderen Stelle des Mars gelandet ist. Um Ortungssatelliten in die Marsumlaufbahn zu bringen, starten Lauras Verlobter Allan und dessen Kollege Tony im Raumschiff Meteor zum Marsmond Phobos, von wo sie die Satelliten starten; dabei entdecken sie auf dem Mond selbst das Rettungsschiff mit einer noch lebenden, aber sehr schwachen Außersolaren an Bord. Sie bringen die Überlebende zur Oceano.
Die Außersolare erlangt bald das Bewusstsein wieder und zeigt den Männern der Expedition ein freundliches Gesicht, weist Laura aber ab; zudem verweigert sie feste Nahrung sowie die Entnahme einer Blutprobe. In der Nacht hypnotisiert sie Paul und trinkt sein Blut. Nachdem sie die Leiche ihres Kameraden entdeckt haben beschließen die Astronauten, die Außersolare mit Blutkonserven am Leben zu erhalten; sie halten sie für zu fremd, um ein moralisches Urteil fällen zu können. Unterwegs zur Erde gehen die Blutkonserven zur Neige und die Besatzung muss das Wesen durch Blutspenden ernähren. Bald tötet sie Anders auf dieselbe Weise.
Allan und Laura fesseln das Wesen, doch mit ihren hypnotischen Kräften kann sie Allan beeinflussen; doch während sie ihn austrinkt wird sie von Laura überrascht, die ihr im Kampf die Haut zerkratzt. Es stellt sich heraus, dass sie ein Bluter ist: die Angreiferin verblutet aufgrund der geringfügigen Verwundung. 
Noch im Landeanflug findet Laura von der toten Königin im Raumschiff abgelegte Eier; Allan will sie vernichten, aber Laura weist auf den Nutzen für die terranische Wissenschaft hin.

## Trivia
Die Metakritikseite Rotten Tomatoes zeigt einen Zustimmungswert von 17 % (2017). Trotz des geringen Budgets wird der Film zuweilen für seine eigenwilligen Space-Age-Szenen gelobt. Etwa zeitgleich wurde ein gleichnamiger Auftragsroman des Pulp-Autors Charles Nuetzel mit identischer Story veröffentlicht.